# Window Maker
Window Maker — менеджер окон для X Window System, позволяющий запускать графические приложения на Unix-подобных операционных системах. Он был разработан, чтобы эмулировать интерфейс NeXT, как OpenStep-совместимое окружение.
Window Maker является свободной программой и распространяется под GNU GPL.

## Обзор
Window Maker зарекомендовал себя как лёгкий, легко настраиваемый оконный менеджер.
Он использует WINGs widget set, включая менеджер дисплеев, названный WINGs Display Manager (WDM) и множество dockapps.

## История
Window Maker был написан первоначально Alfredo Kojima, бразильским программистом, для GNUstep.
После 6 лет стагнации (релиз 0.95.0 был выпущен в 2006 году) в начале 2012 года новым составом команды разработчиков, решивших возобновить развитие проекта, была выпущена новая версия Window Maker.

## Использование Window Maker
Window Maker включён во многие Unix-подобные операционные системы. Например, Fedora и Mandriva Linux включают other graphical desktops как опцию, пользователи Debian и Ubuntu могут установить пакет «wmaker», FreeBSD, NetBSD и OpenBSD предлагают как порт так и пакет. ПО Blastwave для Solaris также включает пакет Window Maker.
Внешний вид по умолчанию может показаться запутанным для тех, кто ожидает увидеть панель задач и кнопку вызова меню программ. Доступ к настраиваемому меню «Приложения» в Window Maker возможен по двойному щелчку на рабочем столе. Это же меню можно вызвать клавишей F12.
Программа настройки Window Maker вызывается двойным щелчком по иконке с белой отвёрткой, по умолчанию находящейся в правом верхнем углу рабочего стола. Рядом находится иконка, позволяющая запустить эмулятор терминала. Иконка с изображением скрепки используется для переключения рабочих мест.
Иконки приложений и dock-апплеты располагаются внизу экрана и могут перекрываться окнами, раскрытыми на весь экран. Если перетащить иконку в правую часть рабочего стола, то с её помощью можно будет быстро запустить программу.